# LOFTI

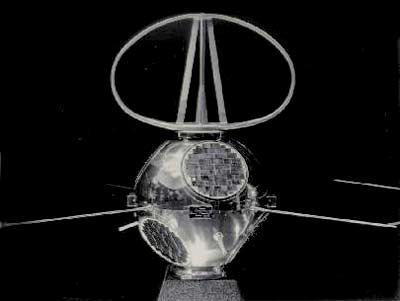
El satélite LOFTI 1.

LOFTI (Low Frequency Trans-Ionospheric) fue el nombre de un par de satélites artificiales de la USAF y la US Navy destinados a estudiar si las ondas de VLF podían penetrar la ionosfera y ser recibidas por submarinos sumergidos. Ambos satélites demostraron que las ondas VLF son muy atenuadas al atravesar la ionosfera y no llegaban a ser recibidas en la superficie terrestre.
LOFTI 1 fue lanzado el 22 de febrero de 1961 desde Cabo Cañaveral y LOFTI 2A fue lanzado el 15 de junio de 1963 desde la base de Vandenberg. Ambos utilizaron cohetes Delta para ser puestos en órbita.